# Anatolij Paszkow
Anatolij Ignatjewicz Paszkow (ros. Анато́лий Игна́тьевич Пашко́в, ur. 2 listopada 1900 w guberni orłowskiej, zm. 8 lutego 1988 w Moskwie) – radziecki ekonomista marksistowski, doktor nauk ekonomicznych, członek korespondent Akademii Nauk ZSRR (od 1953), profesor na Wydziale Ekonomicznym Moskiewskiego Uniwersytetu Państwowego im. M.W. Łomonosowa, kierownik katedry ekonomii politycznej w latach 1948–1957.

## Prace
- Политическая экономия. Учебник. — К. В. Островитянов, Д. Т. Шепилов, Л. А. Леонтьев, И. Д. Лаптев, И. И. Кузьминов, Л. М. Гатовский, П.Ф. Юдин, А.И. Пашков, В.И. Переслегин. — М.: Госполитиздат, 1954. — 454 с.

Przekłady na język polski
- Konstantin Ostrowitianow, Dmitrij Szepiłow, Pawieł Judin, Lew Leontjew, i in.: Ekonomia polityczna : podręcznik (Tytuł oryginału: Političeskaâ èkonomiâ). Pod redakcją Konstantina Ostrowitianowa ; tł. Seweryn Żurawicki, Józef Zawadzki, Ryszard Gradowski, Regina Winiewska, Maksymilian Pohorille. Warszawa: Książka i Wiedza, 1955. 839, [1] strona ; 22 cm.